# Emblema nacional de la República de China
El emblema nacional de la República de China (cuya soberanía abarca Taiwán, Pescadores, Kinmen y Matsu) es el emblema del Kuomintang (KMT), que aparece también en el cantón de la bandera estatal. 
Es conocido como el Cielo Azul con el Sol Blanco. Los doce rayos del sol blanco dentro del círculo azul representan los meses del año y las doce horas tradicionales chinas, todo ello símbolo del progreso continuo.[cita requerida]
El emblema es obra de Lu Hao-tung, mártir de la Revolución de Xinhai, y fue ideado para representar el ejército revolucionario en la inauguración de la Sociedad para la Regeneración de China el 21 de febrero de 1895.

## Descripción oficial
El Emblema nacional de la República de China es descrito oficialmente en el Acta del emblema nacional de la República de China y la bandera nacional de la República de China:

El emblema nacional de la República de China es un cielo azul con un sol blanco en la siguiente forma:
1. Un círculo azul.
2. Un sol blanco en el medio, con 12 rayos blancos con ángulos puntiagudos.
3. Hay un anillo azul entre el sol blanco y los rayos blancos con ángulos puntiagudos.

La posición, ángulo y relación de cada inciso del artículo anterior son los siguientes:
1. El centro del círculo de fondo azul es el centro del sol blanco.
2. La relación entre el radio del sol blanco y el radio del círculo azul circundante es 1:3.
3. La longitud desde el centro del sol blanco hasta la parte superior de un rayo blanco con un ángulo puntiagudo es el doble de la longitud del radio del sol blanco.
4. El ancho del anillo azul entre el sol blanco y los 12 rayos blancos con ángulos puntiagudos equivale a 1/15 del diámetro del sol blanco.
5. El ángulo superior de cada rayo blanco con un ángulo puntiagudo es de 30 grados, y los 12 rayos suman 360 grados.
6. Los lados superior, inferior, izquierdo y derecho de los rayos blancos con ángulos puntiagudos estarán orientados al norte, sur, este y oeste. El resto se distribuirá uniformemente."

## Historia y evolución
La bandera "Cielo azul con sol blanco" fue diseñada originalmente por Lu Hao-tung, un mártir de la Revolución china de 1911. Presentó su diseño para representar al ejército revolucionario en la inauguración de la Sociedad para la Regeneración de China, una sociedad anti-Qing en Hong Kong, el 21 de febrero de 1895.
Durante el Levantamiento de Wuchang en 1911 que anunció la República de China, los distintos ejércitos revolucionarios tenían diferentes banderas. La bandera "Cielo azul con sol blanco" de Lu Hao-tung se utilizó en las provincias del sur de Catón, Guangxi, Yunnan y Guizhou, mientras que se utilizaron la "Bandera de 18 estrellas", la "Bandera de cinco colores" y otros diseños. en otra parte.
Cuando se estableció el gobierno de la República de China el 1 de enero de 1912, se adoptó la bandera de los "Cinco Colores" como bandera nacional, pero Sun Yat-sen no consideró apropiado su diseño, razonando que el orden horizontal implicaba una jerarquía o clase como la que existió durante la época dinástica. Así, cuando estableció un gobierno rival en Cantón en 1917, trajo la bandera "Cielo azul con un sol blanco" para el partido y la bandera "Cielo azul, sol blanco y una tierra totalmente roja" (en chino tradicional, 青天白日滿地紅; pinyin, Qīngtiānbáirì mǎn dì hóng), que entonces era la insignia naval de la nación. Esta se convirtió oficialmente en la bandera nacional en 1928, mientras que la bandera del "Cielo azul con un sol blanco" se adoptó como bandera naval.
La bandera "Cielo azul, sol blanco y una tierra totalmente roja" sigue siendo la bandera de la República de China hasta el día de hoy.

## Emblema nacional e historia

### Período Beiyang

Emblema nacional de los doce símbolos, el emblema nacional de la República de China (1913-1928) y del Imperio de China (1915-1916).

El emblema nacional de la República de China se deriva del cielo azul con una bandera del sol blanco. El emblema fue diseñado por He Yingqin en la Academia Militar de Whampoa en 1924 y fue establecido como emblema nacional por la Ley de bandera nacional y emblema nacional de la República de China en 1928.
En el emblema nacional, los rayos del sol llegan a cierta distancia hasta el borde, lo que simboliza la amplitud del cielo, mientras que en el emblema del Kuomintang los rayos llegan al borde, lo que simboliza que el espíritu de revolución es tan poderoso como el sol.
El emblema nacional de la República de China de 1913 a 1928 se llama emblema nacional de los doce símbolos, basado en los símbolos tradicionales de la ropa de los antiguos emperadores chinos. Fue diseñado por Lu Xun, Qian Daosun y Xu Shoushang el 28 de agosto de 1912 y se estableció como emblema nacional en febrero de 1913. Permaneció como emblema nacional durante el Imperio de China de 1915 a 1916. Después de la Expedición del Norte fue reemplazado por el emblema del cielo azul con un sol blanco en 1928.

### Período nacionalista
El emblema nacional de la República de China se deriva del cielo azul con una bandera del sol blanco. El emblema fue diseñado por He Yingqin en la Academia Militar de Whampoa en 1924 y fue establecido como emblema nacional por la Ley de bandera nacional y emblema nacional de la República de China en 1928.
En el emblema nacional, los rayos del sol llegan a cierta distancia hasta el borde, lo que simboliza la amplitud del cielo, mientras que en el emblema del Kuomintang los rayos llegan al borde, lo que simboliza que el espíritu de revolución es tan poderoso como el sol.

Desde 1928, bajo la tutela política del KMT, la bandera del cielo azul con el sol blanco compartía la misma prominencia que la bandera de la República de China. Una exhibición de pared común consistía en la bandera del KMT colocada a la izquierda y la bandera de la República de China a la derecha, cada una inclinada en ángulo con un retrato del Padre Nacional Sun Yat-sen exhibido en el centro. Después de la promulgación de la Constitución de la República de China, la bandera del partido fue retirada de dicha exhibición y la bandera nacional fue trasladada al centro. Para promover un sentido de identidad nacional, el diseño del emblema nacional estaba disponible para su uso de forma gratuita y ocupaba un lugar destacado en los logotipos corporativos y el arte de la época.

Emblema de la Ciudad de Cantón (1926-1949)
Escudo del cardinal Paul Yü Pin, arzobispo de Nankín
Escarapela de la Corporación de Aviación de Eurasia, una extinta aerolínea china con sede en Shanghái.[4][5][6][7]

### Período japonés
En 1895, Japón anexó Taiwán. El emblema se usó como vestimenta oficial de la Oficina del Gobernador en Taiwán y presentaba un Daijishō con una hoja de sicomoro y una rama de crisantemo en un círculo marrón.

Después del final del período japonés, Taiwán fue transferido a la República de China, que adoptó el cielo azul con el emblema del sol blanco. Este símbolo sigue utilizándose hasta el día de hoy en Taiwán y por el Kuomintang.

Emblema del Gobierno General de Taiwán (1895-1945)
Sello del Gobernador General de Taiwán (1895-1945)

### Período taiwanés
Desde que el gobierno de la República de China se mudó a Taiwán y especialmente en los años transcurridos desde el fin de la ley marcial, la bandera del Kuomintang ha perdido parte de su prominencia. Sin embargo, todavía se ve con frecuencia en los edificios del partido KMT, en mítines políticos y otras reuniones del KMT y la coalición pan-azul.
La bandera y el símbolo fueron noticia durante las elecciones legislativas de la República de China de 2004, cuando el presidente Chen Shui-bian sugirió que la bandera y el emblema del partido del Kuomintang violaban la Ley del Emblema Nacional de la República de China por ser demasiado similares al emblema nacional de la República de China. Chen afirmó que la ley prohíbe que el emblema y la bandera de la República de China sean utilizados por organizaciones no gubernamentales y advirtió que el KMT tendría tres meses para cambiar su bandera y su emblema si su Partido Progresista Democrático obtenía la mayoría de escaños en la legislatura. El KMT respondió pidiendo al gobierno que cambiara el emblema nacional, diciendo que el emblema del KMT existía primero. Sin embargo, la coalición pan-verde no logró obtener la mayoría y Chen no tomó ninguna medida durante el resto de su presidencia.

El 29 de enero de 2021, el Yuan Legislativo aprobó una resolución propuesta por el Partido del Nuevo Poder el 29 de enero en la que instruía al Ministerio del Interior (MOI) a buscar formas de abordar la cuestión de la similitud entre el emblema nacional, en uso desde 1928 para toda China y la bandera del partido KMT. El Ministerio del Interior respondió que a través de su análisis de la situación actual, el cambio "no debe tomarse a la ligera", aunque sugirió que se podrían cambiar los símbolos de los partidos políticos.

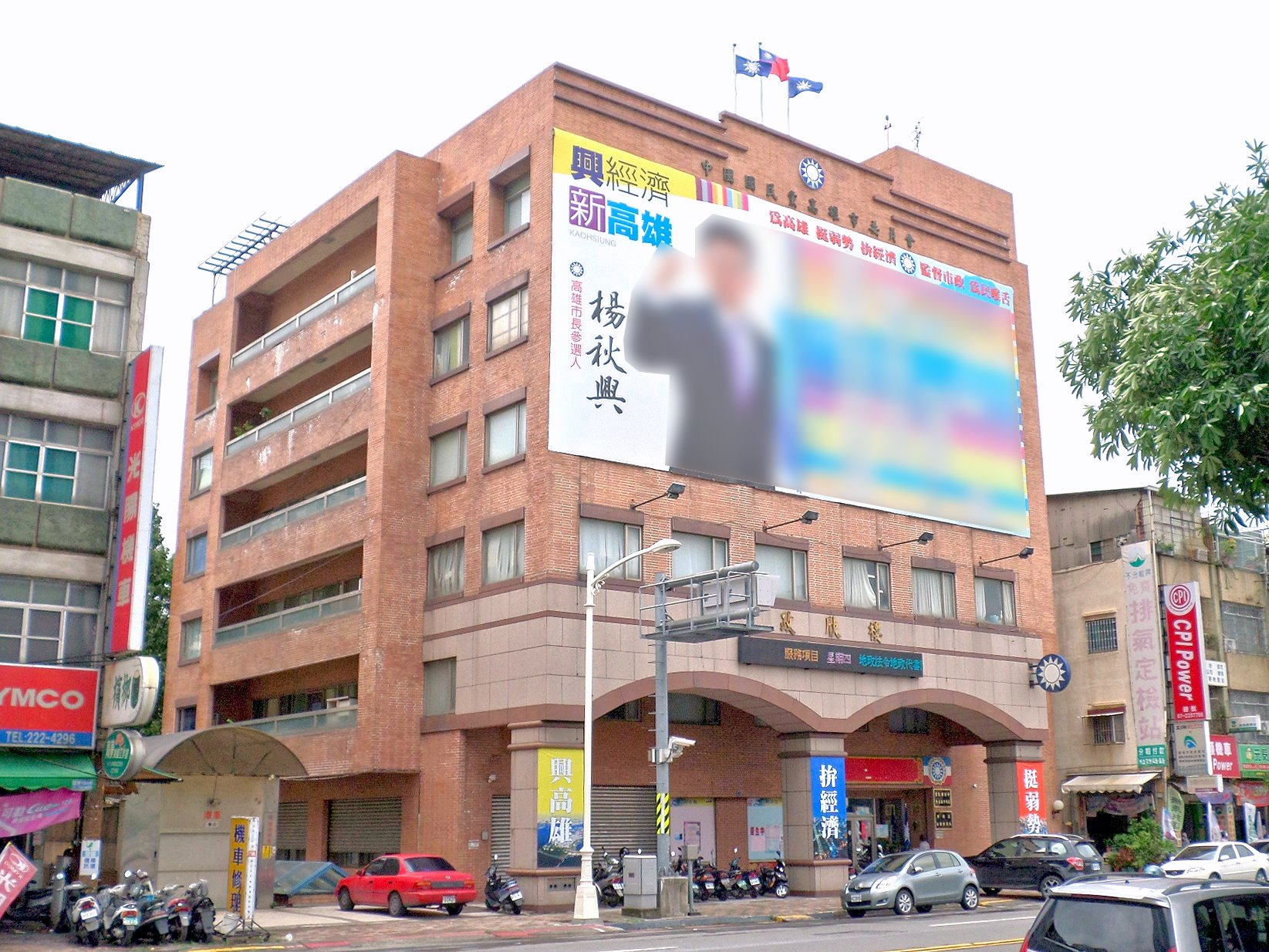
Las banderas del KMT y de la República de China exhibidas en un edificio del partido en Kaohsiung.
La Administración de Ferrocarriles de Taiwán también utilizó el emblema del KMT como logotipo de 1945 a 1950.

## Uso en otros países
El diseño de "Cielo azul con sol blanco" se utilizó en las insignias de unidad o escudos de armas de algunas unidades del Ejército de los Estados Unidos que lucharon en la Segunda Guerra Mundial. La unidad más famosa fueron los Merodeadores de Merrill (oficialmente llamada "Unidad compuesta 5307 (provisional)"), que tiene el "Cielo azul con un sol blanco" como parte de su insignia. El uso por parte de las tropas estadounidenses fue el resultado de la cooperación entre las Fuerzas Expedicionarias de Estados Unidos y China en el Teatro del Sudeste de Asia. Las unidades militares estadounidenses de posguerra estacionadas en Taiwán, incluido el Comando de Defensa de Taiwán de los Estados Unidos (USTDC) y el Grupo Asesor de Asistencia Militar (MAAG), también utilizaron el diseño en sus insignias.

Hasta ahora, el "Cielo azul con un sol blanco" todavía se puede ver en el emblema del 75.º Regimiento Ranger del Ejército estadounidense.

Escudo de las Fuerzas Expedicionarias de Estados Unidos y China en el Teatro del Sudeste asiático.
Escudo de los Merodeadores de Merrill.
Escudo del 75.º Regimiento Ranger.
Escudo del Grupo Asesor de Asistencia Militar en Taiwán.
Escudo del Comando de Defensa de Taiwán de los Estados Unidos.
Bandera del Partido de Acción Popular de Vietnam.

## Subdivisiones

### Provincias

Sello de la Provincia de Fujian (1945–2019)
Sello de la Provincia de Taiwán (1945–2018)

### Condados

Condado de Changhua
Condado de Chiayi
Condado de Hsinchu (2016-2019)
Condado de Hsinchu
Condado de Hualien (antes de 2010)
Condado de Hualien
Condado de Kinmen
Condado de Lienchiang
Condado de Miaoli
Condado de Nantou
Condado de Penghu
Condado de Pingtung
Condado de Taitung
Condado de Yilan
Condado de Yunlin

## Galería

Escudo de la Formosa española (1624-1642)
Sello de la Formosa neerlandesa (1624-1668)
Sello del Reino de Tungning (1661-1683)
Sello del Gobernador Provincial de Taiwán (1683-1895)
Sello de la República de Formosa (1895)
Emblema no oficial de la República de China (1912)
Emblema del Gobierno de Beiyang (1913-1928)
Emblema del Gobernador General de Taiwán bajo el dominio japonés de Taiwán (1895-1945)
Estandarte del Presidente de la República de China (1928-actualidad, modificado en 1988)
Escarapela de la Fuerza Aérea de la República de China (1928-1991)
Escarapela de la Fuerza Aérea de la República de China (1928-1991), versión con colores claros
Emblema de la República de China (1928-actualidad) Escarapela de la Fuerza Aérea de la República de China (1991-actualidad)
Escarapela de la Fuerza Aérea de la República de China (1991-actualidad), versión colores claros
Emblema del Gobierno Nacional Reorganizado de la República de China (1940-1945)
Emblema de China Taipéi (1981-actualidad)
Emblema de la República de China con texto alrededor como visto en los pasaportes (2021-actualidad)